# Llactán
Llactán (posiblemente del quechua Llaqta 'lugar' (pueblo, ciudad, país, nación), -n un sufijo) es un sitio arqueológico en Perú. Está situado en la Región Amazonas, provincia de Bagua, Distrito de La Peca, a una altitud de 1.063 metros (3.488 pies). Está sobre la falda empinada de los cerros por lo que hace difícil su acceso. Se puede llegar por La Peca, otro acceso es por los caseríos más cercanos. Todavía no se podido determinar a qué cultura y tiempo pertenece.
Las estructuras están construidas con roca carbónica. Los muros están cubiertos por arbustos. Algunos estudios apuntan a la hipótesis que Llactan podría ser un lugar de vigilancia, debido a su ubicación privilegiada. Desde este sito es posible tener una vista panorámica del valle de Huarangopampa, el pueblo de La Peca y sus alrededores, y hasta el pongo de Rentema.